# 2-es busz (Szigetvár)
A szigetvári 2-es busz az Autóbusz-állomás és Becefa, forduló között közlekedik Zsibót, harangláb érintésével. A járatot a Volánbusz üzemelteti.
Korábban 4-es jelzéssel járt.

## 2A
A 2A kiegészítő vonal körjáratként, az Autóbusz-állomás – Zsibót – Becefa – Autóbusz-állomás útvonalon közlekedik.

## Járművek
A járaton főként Ikarus 266 és Credo EC 12 típusú buszok közlekednek.

## Útvonala
| Autóbusz-állomás → Becefa, forduló                                                                                  |
| --- |
| Autóbusz-állomás – Sánc utca – József Attila utca – Turbékpuszta – Igmándy utca – Hegyalja utca – Becefa, forduló   |
| Becefa, forduló → Autóbusz-állomás                                                                                  |
| Becefa, forduló – Hegyalja utca – Igmándy utca – Turbékpuszta – József Attila utca – Kossuth tér – Autóbusz-állomás |

## Megállóhelyei
| 0  | Autóbusz-állomás végállomás | 23 | 1, 1A, 2A Helyközi és távolsági autóbuszok Gyékényes–Pécs-vasútvonal | Autóbusz-állomás, Vasútállomás, Középiskola, Piac  |
| 1  | Sánc utca                   | ∫  |                                                                      |                                                    |
| ∫  | Posta                       | 21 |                                                                      | Szigetvár posta                                    |
| 2  | József Attila utca 58.      | 20 |                                                                      | SPAR                                               |
| 5  | Turbéki temető              | 18 |                                                                      | Temető                                             |
| 7  | Turbéki Tsz. major          | 16 |                                                                      |                                                    |
| 10 | Turbéki szociális otthon    | 13 |                                                                      | Mozsgó-Turbékpusztai Integrált Szociális Intézmény |
| 12 | Szilvási csárda             | 11 |                                                                      |                                                    |
| 15 | Domolospuszta, bejárati út  | 8  |                                                                      |                                                    |
| 17 | Zsibót, harangláb           | 6  |                                                                      |                                                    |
| 19 | Domolospuszta, bejárati út  | 4  |                                                                      |                                                    |
| 23 | Becefa, forduló végállomás  | 0  | 2A                                                                   |                                                    |